# Campeonato Mundial de Ciclismo en Pista de 2023
El CXX Campeonato Mundial de Ciclismo en Pista se celebró en Glasgow (Reino Unido) entre el 3 y el 9 de agosto de 2023 bajo la organización de la Unión Ciclista Internacional (UCI) y la Federación Británica de Ciclismo.
Las competiciones se realizaron en el Velódromo Sir Chris Hoy de la ciudad escocesa. Fueron disputadas 22 pruebas, 11 masculinas y 11 femeninas.

## Medallistas

### Masculino
| Evento                          | Oro | Plata                                                                                                | Bronce                                                                        |
| ------------------------------- | --- | --- | ----------------------------------------------------------------------------- |
| Velocidad individual (07.08)    | Harrie Lavreysen · Países Bajos                                                                         | Nicholas Paul Trinidad y Tobago                                                                      | Jack Carlin Reino Unido                                                       |
| Velocidad por equipos (04.08)   | Países Bajos · Roy van den Berg · Harrie Lavreysen · Jeffrey Hoogland · 41,647                          | Australia Leigh Hoffman Matthew Richardson Matthew Glaetzer Thomas Cornish 41,682                    | Francia Florian Grengbo Sébastien Vigier Rayan Helal 42,583                   |
| Persecución individual (06.08)  | Filippo Ganna · Italia · 4:01,976                                                                       | Daniel Bigham Reino Unido 4:02,030                                                                   | Jonathan Milan · Italia · 4:05,868                                            |
| Persecución por equipos (05.08) | Dinamarca Niklas Larsen Carl-Frederik Bévort Lasse Norman Leth Rasmus Pedersen Frederik Madsen 3:45,161 | Italia · Filippo Ganna · Francesco Lamon · Jonathan Milan · Manlio Moro · Simone Consonni · 3:47,396 | Nueva Zelanda Aaron Gate Campbell Stewart Thomas Sexton Nicholas Kergozou OVL |
| 1 km contrarreloj (08.08)       | Jeffrey Hoogland · Países Bajos · 58,222                                                                | Matthew Glaetzer Australia 58,526                                                                    | Thomas Cornish Australia 58,822                                               |
| Carrera por puntos (09.08)      | Aaron Gate Nueva Zelanda 123 pts.                                                                       | Albert Torres Barceló · España · 107 pts.                                                            | Fabio Van den Bossche · Bélgica · 95 pts.                                     |
| Scratch (03.08)                 | William Tidball Reino Unido                                                                             | Kazushige Kuboki Japón                                                                               | Tuur Dens · Bélgica                                                           |
| Keirin (09.08)                  | Kevin Quintero · Colombia                                                                               | Matthew Richardson Australia                                                                         | Shinji Nakano Japón                                                           |
| Madison (08.08)                 | Jan-Willem van Schip · Yoeri Havik · Países Bajos · 37 pts.                                             | Oliver Wood Mark Stewart Reino Unido 35 pts.                                                         | Aaron Gate Campbell Stewart Nueva Zelanda 34 pts.                             |
| Eliminación (07.08)             | Ethan Vernon Reino Unido                                                                                | Dylan Bibic · Canadá                                                                                 | Elia Viviani · Italia                                                         |
| Ómnium (06.08)                  | Iúri Leitão Portugal 187 pts.                                                                           | Benjamin Thomas Francia 185 pts.                                                                     | Shunsuke Imamura Japón 173 pts.                                               |

### Femenino
| Evento                          | Oro                                                                                      | Plata                                                                               | Bronce                                                                                      |
| ------------------------------- | ---------------------------------------------------------------------------------------- | ----------------------------------------------------------------------------------- | ------------------------------------------------------------------------------------------- |
| Velocidad individual (09.08)    | Emma Finucane Reino Unido                                                                | Lea Friedrich · Alemania                                                            | Ellesse Andrews Nueva Zelanda                                                               |
| Velocidad por equipos (03.08)   | Alemania · Pauline Grabosch · Emma Hinze · Lea Friedrich · 45,848 RM                     | Reino Unido Lauren Bell Sophie Capewell Emma Finucane 45,923                        | China Guo Yufang Bao Shanju Yuan Liying 46,543                                              |
| Persecución individual (03.08)  | Chloé Dygert Estados Unidos 3:17,926                                                     | Franziska Brauße · Alemania · 3:28,803                                              | Bryony Botha Nueva Zelanda 3:22,210                                                         |
| Persecución por equipos (05.08) | Reino Unido Katie Archibald Elinor Barker Josie Knight Anna Morris Megan Barker 4:08,771 | Nueva Zelanda Michaela Drummond Ally Wollaston Emily Shearman Bryony Botha 4:13,313 | Francia Marion Borras Valentine Fortin Clara Copponi Marie Le Net Victoire Berteau 4:13,059 |
| 500 m contrarreloj (04.08)      | Emma Hinze · Alemania · 32,820                                                           | Kristina Clonan Australia 32,956                                                    | Lea Friedrich · Alemania · 33,134                                                           |
| Carrera por puntos (08.08)      | Lotte Kopecky · Bélgica · 39 pts.                                                        | Georgia Baker Australia 31 pts.                                                     | Tsuyaka Uchino Japón 14 pts.                                                                |
| Scratch (04.08)                 | Jennifer Valente Estados Unidos                                                          | Maike van der Duin · Países Bajos                                                   | Michaela Drummond Nueva Zelanda                                                             |
| Keirin (06.08)                  | Ellesse Andrews Nueva Zelanda                                                            | Martha Bayona · Colombia                                                            | Lea Friedrich · Alemania                                                                    |
| Madison (07.08)                 | Neah Evans Elinor Barker Reino Unido 28 pts.                                             | Georgia Baker Alexandra Manly Australia 25 pts.                                     | Victoire Berteau Clara Copponi Francia 22 pts.                                              |
| Eliminación (06.08)             | Lotte Kopecky · Bélgica                                                                  | Valentine Fortin Francia                                                            | Jennifer Valente Estados Unidos                                                             |
| Ómnium (09.08)                  | Jennifer Valente Estados Unidos 145 pts.                                                 | Amalie Dideriksen Dinamarca 136 pts.                                                | Lotte Kopecky · Bélgica · 133 pts.                                                          |

## Medallero
| Núm. | País              | Oro | Plata | Bronce | Total |
| ---- | ----------------- | --- | ----- | ------ | ----- |
| 1    | Reino Unido       | 5   | 3     | 1      | 9     |
| 2    | Países Bajos      | 4   | 1     | 0      | 5     |
| 3    | Estados Unidos    | 3   | 0     | 1      | 4     |
| 4    | Alemania          | 2   | 2     | 2      | 6     |
| 5    | Nueva Zelanda     | 2   | 1     | 5      | 8     |
| 6    | Bélgica           | 2   | 0     | 3      | 5     |
| 7    | Italia            | 1   | 1     | 2      | 4     |
| 8    | Colombia          | 1   | 1     | 0      | 2     |
| 8    | Dinamarca         | 1   | 1     | 0      | 2     |
| 10   | Portugal          | 1   | 0     | 0      | 1     |
| 11   | Australia         | 0   | 6     | 1      | 7     |
| 12   | Francia           | 0   | 2     | 3      | 5     |
| 13   | Japón             | 0   | 1     | 3      | 4     |
| 14   | Canadá            | 0   | 1     | 0      | 1     |
| 14   | España            | 0   | 1     | 0      | 1     |
| 14   | Trinidad y Tobago | 0   | 1     | 0      | 1     |
| 17   | China             | 0   | 0     | 1      | 1     |
|      | TOTAL             | 22  | 22    | 22     | 66    |